# Свилеува
Свилеува је насеље у Србији у општини Коцељева у Мачванском округу. Према попису из 2022. било је 1177 становника. По површини је друго највеће село у Србији.

## Галерија
- Сеоска школа
- Дом културе
- Споменик војводи Луки Лазаревићу
- Крајпуташи

## Историја
У Свилеуви је рођен и живео војвода Лука Лазаревић, јунак из Првог српског устанка. Овде је одржана Битка на Свилеуви 1804. године.
У селу се налази Црква Св. Архиђакона Стефана у Свилеуви основана 1828. године при којој је 1829. почела да ради основна школа. Данашња црква је из 1884. и има статус споменика културе. Прва школа у Свилеуви је основана 1764. године.
У Свилеуви се налазио и аеродром дужине око 700 метара који је коришћен током Другог светског рата, након чега је напуштен. Године 1944. захваљујући овом аеродрому евакуисано је око 30 савезничких пилота.

## Демографија
У насељу Свилеува живи 1469 пунолетних становника, а просечна старост становништва износи 43,4 година (41,9 код мушкараца и 44,9 код жена). У насељу има 547 домаћинстава, а просечан број чланова по домаћинству је 3,30.
Ово насеље је великим делом насељено Србима (према попису из 2002. године), а у последња три пописа, примећен је пад у броју становника.
|  |

| Демографија | Демографија | Демографија |
| Година      | Становника  | Становника  |
| ----------- | ----------- | ----------- |
| 1948.       | 2.734       |             |
| 1953.       | 2.897       |             |
| 1961.       | 2.875       |             |
| 1971.       | 2.589       |             |
| 1981.       | 2.462       |             |
| 1991.       | 2.274       | 2.080       |
| 2002.       | 1.807       | 1.977       |

| Етнички састав према попису из 2002.‍ | Етнички састав према попису из 2002.‍ | Етнички састав према попису из 2002.‍ | Етнички састав према попису из 2002.‍ | Етнички састав према попису из 2002.‍ |
| ------------------------------------ | ------------------------------------ | ------------------------------------ | ------------------------------------ | ------------------------------------ |
|                                      |                                      |                                      |                                      |                                      |
| Срби                                 | Срби                                 |                                      | 1.790                                | 99,05%                               |
| Роми                                 | Роми                                 |                                      | 6                                    | 0,33%                                |
| Црногорци                            | Црногорци                            |                                      | 2                                    | 0,11%                                |
| Југословени                          | Југословени                          |                                      | 2                                    | 0,11%                                |
| Руси                                 | Руси                                 |                                      | 1                                    | 0,05%                                |
| непознато                            | непознато                            |                                      | 5                                    | 0,27%                                |

| Година пописа     | 1948. | 1953. | 1961. | 1971. | 1981. | 1991. | 2002. |
| ----------------- | ----- | ----- | ----- | ----- | ----- | ----- | ----- |
| Број домаћинстава | 482   | 543   | 594   | 619   | 620   | 614   | 547   |

| Број чланова      | 1   | 2   | 3  | 4  | 5  | 6  | 7  | 8  | 9 | 10 и више | Просек |
| ----------------- | --- | --- | -- | -- | -- | -- | -- | -- | - | --------- | ------ |
| Број домаћинстава | 107 | 141 | 74 | 77 | 61 | 47 | 24 | 11 | 5 | 0         | 3,30   |

| Пол    | Укупно | Неожењен/Неудата | Ожењен/Удата | Удовац/Удовица | Разведен/Разведена | Непознато |
| ------ | ------ | ---------------- | ------------ | -------------- | ------------------ | --------- |
| Мушки  | 767    | 224              | 466          | 52             | 25                 | 0         |
| Женски | 770    | 115              | 465          | 169            | 18                 | 3         |
| УКУПНО | 1.537  | 339              | 931          | 221            | 43                 | 3         |

| Пол    | Укупно                    | Пољопривреда, лов и шумарство | Рибарство                            | Вађење руде и камена | Прерађивачка индустрија       |
| ------ | ------------------------- | ----------------------------- | ------------------------------------ | -------------------- | ----------------------------- |
| Мушки  | 586                       | 522                           | 0                                    | 0                    | 22                            |
| Женски | 488                       | 443                           | 0                                    | 0                    | 24                            |
| УКУПНО | 1.074                     | 965                           | 0                                    | 0                    | 46                            |
| Пол    | Производња и снабдевање   | Грађевинарство                | Трговина                             | Хотели и ресторани   | Саобраћај, складиштење и везе |
| Мушки  | 3                         | 7                             | 11                                   | 1                    | 7                             |
| Женски | 0                         | 0                             | 9                                    | 2                    | 1                             |
| УКУПНО | 3                         | 7                             | 20                                   | 3                    | 8                             |
| Пол    | Финансијско посредовање   | Некретнине                    | Државна управа и одбрана             | Образовање           | Здравствени и социјални рад   |
| Мушки  | 0                         | 1                             | 2                                    | 4                    | 0                             |
| Женски | 0                         | 0                             | 1                                    | 4                    | 2                             |
| УКУПНО | 0                         | 1                             | 3                                    | 8                    | 2                             |
| Пол    | Остале услужне активности | Приватна домаћинства          | Екстериторијалне организације и тела | Непознато            | Непознато                     |
| Мушки  | 2                         | 0                             | 0                                    | 4                    | 4                             |
| Женски | 0                         | 0                             | 0                                    | 2                    | 2                             |
| УКУПНО | 2                         | 0                             | 0                                    | 6                    | 6                             |

## Познате личности
- Лука Лазаревић, војвода тамнавске кнежине и посавске кнежине шабачке нахије (од 1806), командант Шапца (од 1807), рођен у Свилеуви.
- Ранко Лазаревић, обор-кнез тамнавске кнежине шабачке нахије, убијен у Шапцу 1800.
- Лазар Теодоровић, министар (попечитељ), капућехаја у Цариграду
- Никанор Ружичић, епископ
- Јанко Веселиновић, књижевник, једно време је био учитељ у Свилеуви
- Момчило Исић, историчар
- Петар Протић, војно лице